# Шахта «Харківська»
ДВАТ "Шахта «Харківська». Входить до ДХК «Свердловантрацит». Розташоване у смт Харківське Свердловської міськради, Луганської області.
Фактичний видобуток 1137/983 т/добу (1990/1999). У 2003 р. видобуто 245 тис.т. вугілля.
Максимальна глибина 550 м (1990—1999). Протяжність підземних виробок 39,3/35,0 км (1990/1999). У 1990/1999 розробляла пласти відповідно k2, k2' та k2' (з 1992) потужністю 0,92-0,94/0,98-1,10 м, кут падіння 7-10/10°.
Кількість очисних вибоїв 2/2, підготовчих 7/3 (1990/1999).
Кількість працюючих: 1296/1099 осіб, в тому числі підземних 739/705 осіб (1990/1999).
Адреса: 94800, смт. Харківське, м. Довжанськ, Луганської обл.